# Ольшанка (Витебская область)
Ольшанка (бел. Альшанка — агрогородок в Чашникском районе Витебской области Белоруссии на реке Усвейке (она же Ольшанка, Усвиж-Бук, Усвея, Усвица, Язва — приток Уллы); в 95 км от Витебска, 190 км от Минска.

## Административное положение
Административный центр Ольшанского сельсовета.

## Транспорт
Автомобильными дорогами связан с Сенно, Оршей, Лепелем, Новолукомлем.
 
В 7 км от агрогородка — железнодорожная станция Чашники на линии Орша-Лепель.

## Население
Население — 310 человек (2019).